# Limbri
Limbri är en ort i Australien. Den ligger i kommunen Tamworth Municipality och delstaten New South Wales, i den sydöstra delen av landet, omkring 310 kilometer norr om delstatshuvudstaden Sydney. Antalet invånare är 259.
Runt Limbri är det mycket glesbefolkat, med 3 invånare per kvadratkilometer.. Närmaste större samhälle är Moonbi, nära Limbri. 
I omgivningarna runt Limbri växer huvudsakligen savannskog. Genomsnittlig årsnederbörd är 1 272 millimeter. Den regnigaste månaden är februari, med i genomsnitt 223 mm nederbörd, och den torraste är oktober, med 25 mm nederbörd.